# Dorothy Shakespear
Pour les articles homonymes, voir Shakespear.
Dorothy Shakespear (née le 14 septembre 1886 - morte le 8 décembre 1973) est une artiste anglaise membre du mouvement du vorticisme.
Elle est la fille d'Olivia Shakespear et de son époux Henry Hope Shakespear. 
Le 20 avril 1914, elle épouse le poète Ezra Pound, rencontré lorsqu'il commence à fréquenter les milieux occultistes londoniens. Ils s'installent à Paris en 1920 puis à Rapallo en 1924. En 1926, elle revient enceinte d'un voyage en Égypte. Il n'est pas certain qu'Ezra Pound, qui a alors une liaison avec Olga Rudge, soit le père d'Omar Pound.
Après avoir séjourné aux États-Unis à la suite de l'incarcération d'Ezra Pound, elle revient en Italie à Rapallo tandis que son époux s'installe à Venise avec Rudge.